# Нова Серпухівка
Нова́ Серпухівка — село в Україні, у Балаклійському районі Харківської області. Населення становить 48 осіб. До 2020 орган місцевого самоврядування — Лозовеньківська сільська рада.

## Історія
Село постраждало внаслідок геноциду українського народу, проведеного урядом СССР в 1932—1933 роках, кількість встановлених жертв в Лозовеньці, Шопинці, Орлиноярському, Новопавлівці, комуні ім. Леніна, Новій Серпухівці, Михайлівці, Тушині, Садках, Запольному, Вольному, комуні Червоне Село — 123 людей.
12 червня 2020 року, відповідно до Розпорядження Кабінету Міністрів України  № 725-р «Про визначення адміністративних центрів та затвердження територій територіальних громад Харківської області», увійшло до складу Балаклійської міської територіальної громади.
19 липня 2020 року, в результаті адміністративно-територіальної реформи та ліквідації Балаклійського району, село увійшло до складу новоутвореного Ізюмського району.

## Географія
Село Нова Серпухівка розташоване за 1 км від с. Вільне і за 4 км від с. Лозовенька. Знаходиться село на схилах балки Вузька, по дну якої протікає пересихаючий струмок, перегороджений дамбами і утворює кілька ставків. Струмок впадає в річку Лозовенька.

## Економіка
- В селі є молочно-товарна ферма.

## Також
- Перелік населених пунктів, що постраждали від Голодомору 1932-1933, Харківська область